# Минимализм (архитектура)

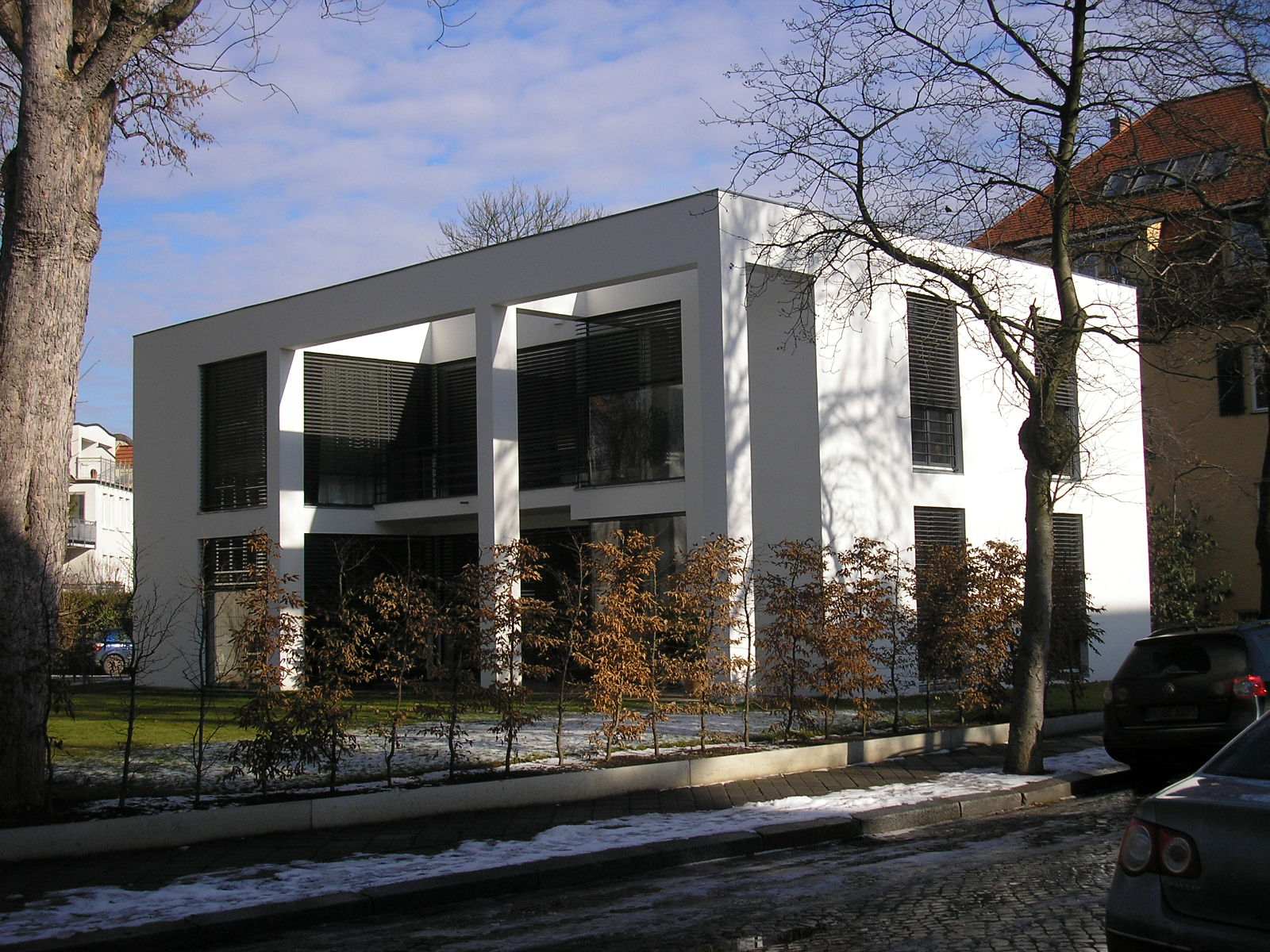
Современный дом в стиле минимализма, Эрфурт

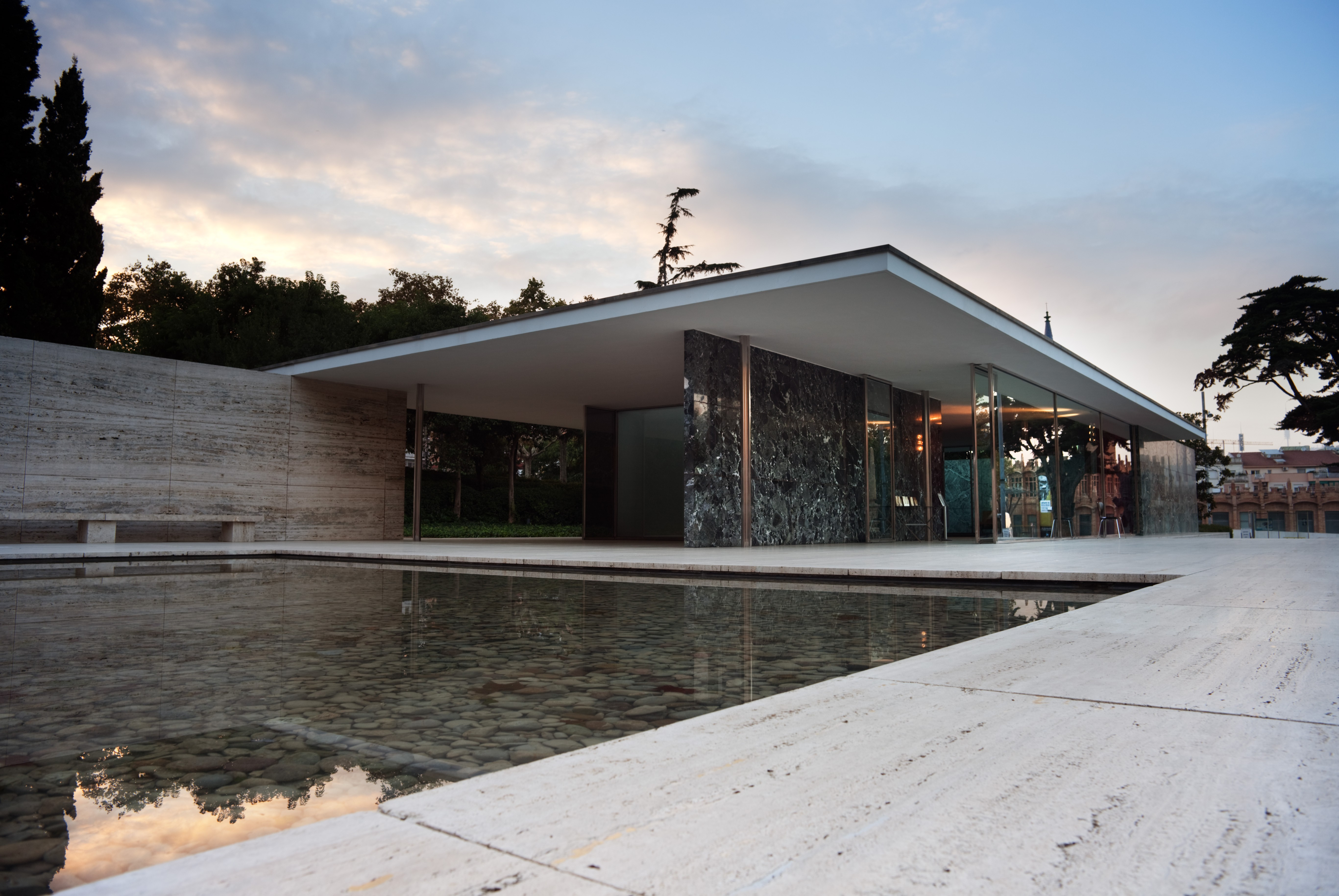
Реконструкция немецкого павильона Людвига Мис ван дер Роэ в Барселоне

Минимализм в архитектуре (от лат. minimus — наименьший) — направление в архитектуре XX—XXI веков. Архитектура минимализма избегает декора и украшения. Расцвет минимализма произошёл в 60-е годы XX века, однако яркие примеры течения появились гораздо раньше — в 1920—30-е годы. Новую популярность минимализм обрёл на рубеже XX—XXI веков. Сейчас стиль минимализм остаётся одним из самых востребованных архитектурных направлений.
Архитектор Людвиг Мис ван дер Роэ (1886–1969) принял девиз «Меньше значит больше», чтобы описать свою эстетику. Его тактика заключалась в том, чтобы организовать необходимые компоненты здания, чтобы создать впечатление предельной простоты: он задействовал каждый элемент и каждую деталь для множества визуальных и функциональных целей; например, проектировал пол в качестве радиатора или массивного камина для размещения ванной комнаты. Дизайнер Бакминстер Фуллер (1895–1983) принял цель инженера «Делать больше с меньшими затратами», но его заботы были направлены скорее на технологии и инженерию, чем на эстетику.

### Влияние японской традиции

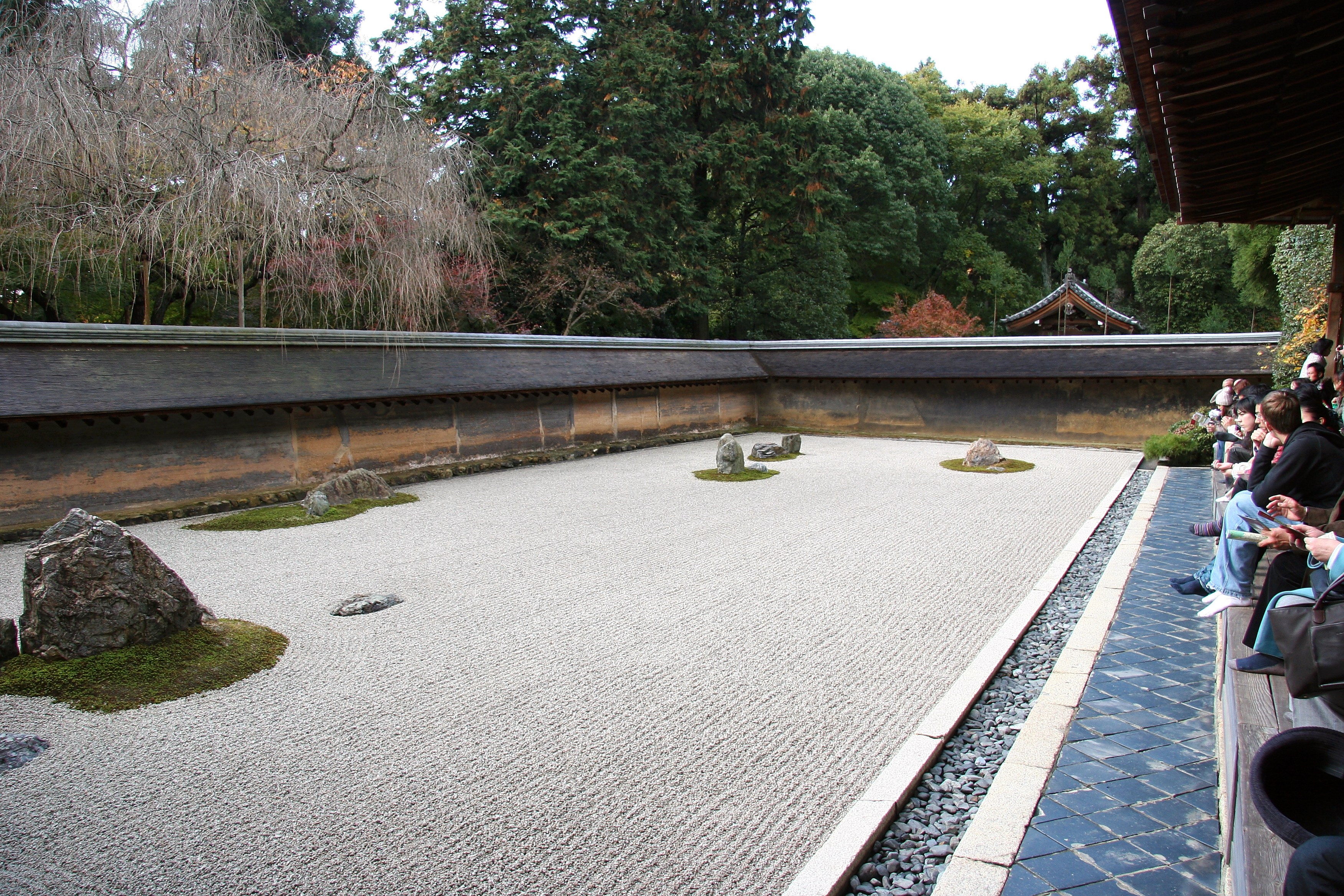
Сад камней храма Рёан-дзи. Глиняная стена, приобретшая из-за старости коричневые и оранжевые тона, символизирует «ваби», а каменный сад - «саби», вместе отражая японское мировоззрение или эстетику «ваби-саби»

Идея простоты появляется во многих культурах, однако, особенно ярко она выражена в японской традиционной культуре дзенской философии. Японцы манипулируют дзенской культурой в эстетических и дизайнерских элементах своих зданий. Эта идея архитектуры оказала влияние на западное общество, особенно в Америке с середины XVIII века.  Более того, он вдохновил минималистскую архитектуру в XIX веке.
Дзенские концепции простоты передают идеи свободы и сущности жизни. Простота - это не только эстетическая ценность, она имеет моральное восприятие, которое смотрит на природу истины и раскрывает внутренние качества и сущность материалов и объектов. Например, сад с песком в храме Рёандзи демонстрирует концепции простоты и необходимости из рассмотренной установки нескольких камней и огромного пустого пространства.
Японский эстетический принцип Ма относится к пустому или открытому пространству. Это удаляет все ненужные внутренние стены и открывает пространство. Пустота пространственного расположения сводит все к самому важному качеству.
Японская эстетика Ваби-саби ценит качество простых предметов. Она ценит отсутствие ненужных функций, ценит спокойную жизнь и стремится раскрыть врожденный характер материалов. Например, японское цветочное искусство, также известное как икебана, имеет центральный принцип, позволяющий цветку выражать себя. Люди срезают ветви, листья и цветы с растений и сохраняют только основную часть растения. Это передает идею существенного качества и врожденного характера в природе.
Тем не менее, Ма не только пространственная концепция, но и присутствует во всех аспектах повседневной жизни японцев, так как она относится ко времени, а также к повседневным задачам.

### Архитекторы-минималисты и их работы
Японский минималистский архитектор Тадао Андо передает в своих работах японский традиционный дух и собственное восприятие природы. Его концепции дизайна - это материалы, чистая геометрия и природа. Он обычно использует бетон или натуральное дерево и базовую структурную форму для достижения строгости и лучей света в пространстве. Он также устанавливает диалог между местом и природой, чтобы создать отношения и порядок со зданиями. Работы Андо и перевод японских эстетических принципов очень сильно влияют на японскую архитектуру.

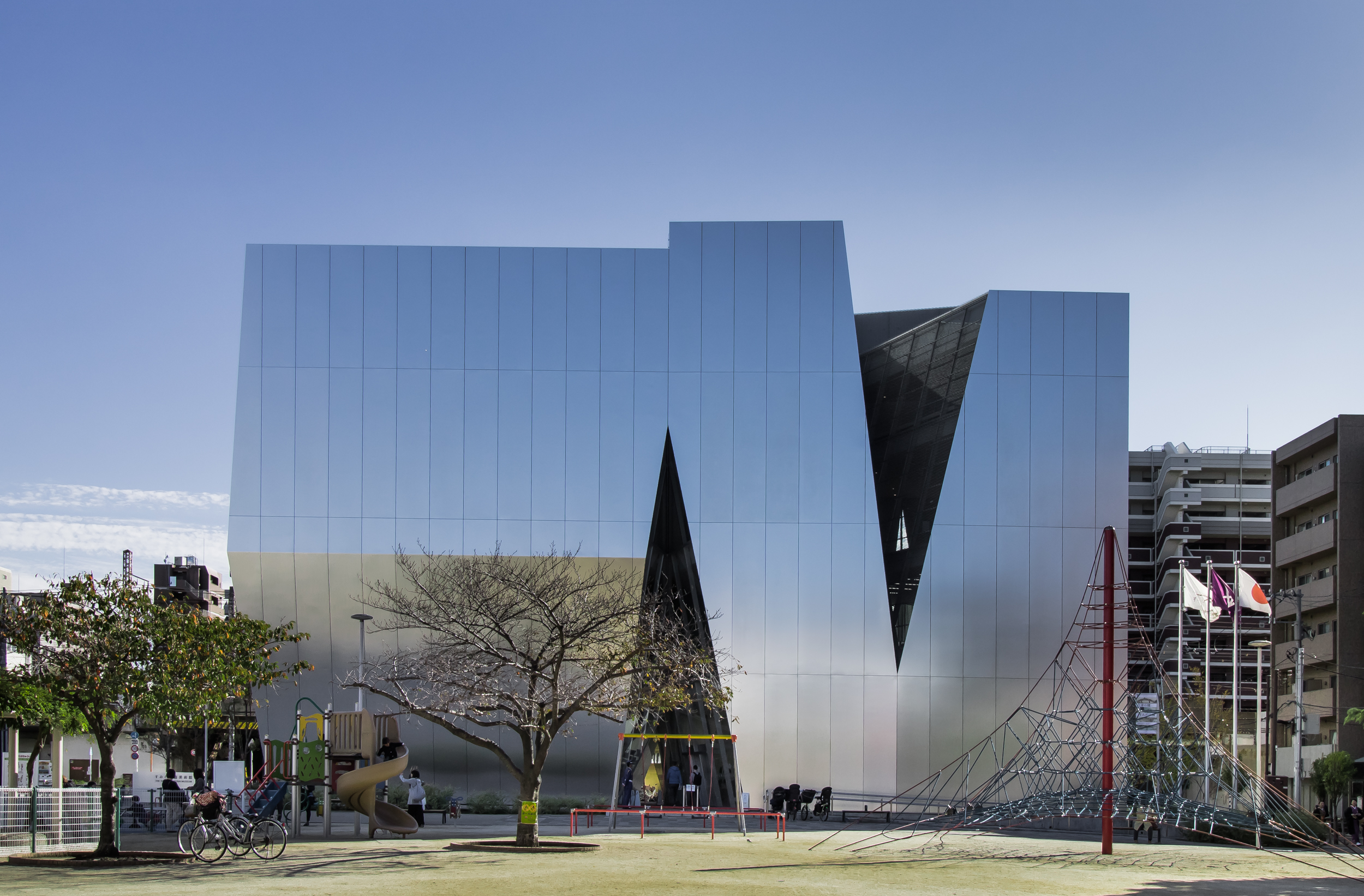
Музей Sumida Hokusai, Кадзуё Сэдзима

Японский архитектор Кадзуё Сэдзима работает самостоятельно и вместе с Рюэ Нисидзава в бюро SANAA, реализуя минималистские проекты. Созданный для создания и влияния на определенный жанр японского минимализма, деликатный, интеллектуальный дизайн Sejimas могут использовать белый цвет, тонкие строительные секции и прозрачные элементы, чтобы создать феноменальный тип здания, часто ассоциируемый с минимализмом. Работы включают в себя Новый музей (2010), Нью-Йорк, Маленький дом (2000) Токио, Дом в окружении сливовых деревьев (2003) Токио.

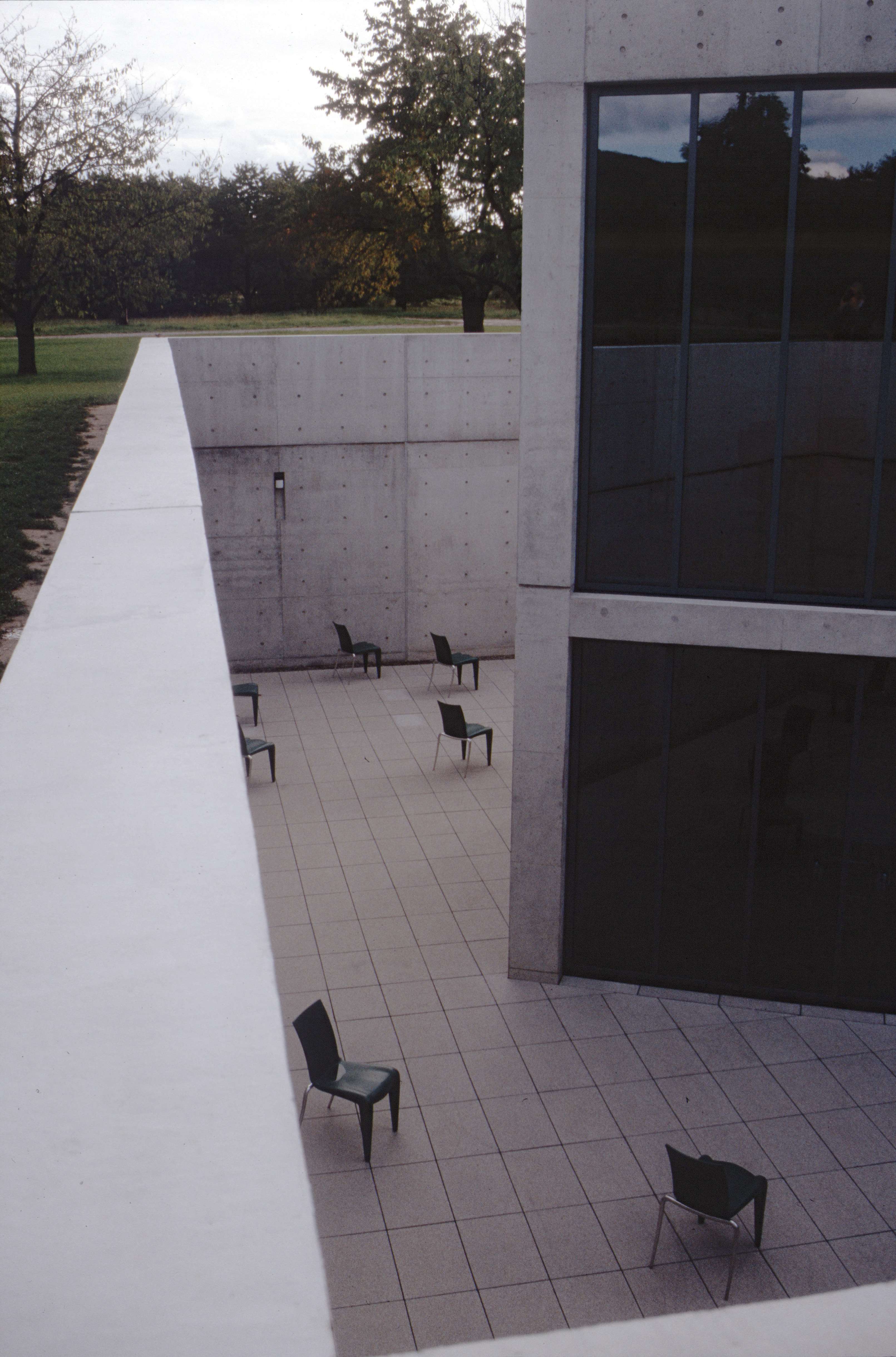
Конференц-центр на кампусе Vitra, Вайль-на-Рейне, 1994

В Vitra Conference Pavilion, Вайль-на-Рейне, 1993 г., концепция заключаются в том, чтобы объединить отношения между строительством, движением человека, местом и природой. Что в качестве одного из основных пунктов идеологии минимализма, которые устанавливают диалог между зданием и сайтом. Здание использует простые формы круга и прямоугольника, чтобы противопоставить заполненное и пустое пространство интерьера и природы. В фойе есть большое пейзажное окно, которое выходит наружу. Это позволяет достичь простоты и тишины архитектуры и усиливает свет, ветер, время и природу в пространстве.
Джон Поусон - британский минималистский архитектор; его концепции дизайна - душа, свет и порядок. Он полагает, что, хотя сведение на нет и упрощение интерьера до такой степени, что выходит за рамки идеи существенного качества, вместо пустоты ощущается ясность и богатство простоты. Материалы в его дизайне раскрывают восприятие пространства, поверхности и объема. Кроме того, он любит использовать натуральные материалы из-за их живости, чувства глубины и качества личности. Его также привлекают важные влияния японской философии дзен.
Calvin Klein Madison Avenue, Нью-Йорк, 1995–96, - это бутик, который передает идеи моды Calvin Klein. Концепции дизайна интерьера Джона Поусона для этого проекта заключаются в создании простых, мирных и упорядоченных пространственных решений. Он использовал каменные полы и белые стены, чтобы достичь простоты и гармонии в пространстве. Он также подчеркивает уменьшение и устраняет визуальные искажения, такие как кондиционирование воздуха и лампы, для достижения ощущения чистоты интерьера.
Альберто Кампо Баеза - испанский архитектор и описывает свою работу как основную архитектуру. Он ценит понятия света, идеи и пространства. Свет необходим и обеспечивает связь между жителями и зданием. Идеи должны соответствовать функции и контексту пространства, форм и конструкции. Пространство сформировано минимальными геометрическими формами, чтобы избежать украшения, которое не является существенным.
Гаспер Хаус, Захора, 1992 год - это резиденция, в которой клиент хотел быть независимым. Высокие стены создают закрытое пространство, а каменные полы, используемые в доме и во дворе, показывают непрерывность интерьера и экстерьера. Белый цвет стен раскрывает простоту и единство здания. Особенностью конструкции являются линии, образующие непрерывно горизонтальный дом, поэтому естественное освещение проецируется горизонтально через здание.